# Боњаси (Павија)
Боњаси је насеље у Италији у округу Павија, региону Ломбардија.
Према процени из 2011. у насељу је живело 34 становника. Насеље се налази на надморској висини од 566 м.